# بینیوفتسه
بینیوفتسه (به لهستانی:  Bieniowce) یک روستا در لهستان است که در گمینا نوو دوور واقع شده‌است.